# Marika Teini
Marika Teini, född 31 januari 1989 i Eura, är en finsk EM- och VM-medaljör i Orientering. Hon har tagit ett VM-silver i medeldistans och två VM- brons i stafett. I EM har hon tagit guld på medeldistans samt stafett och brons på medeldistans. Hon representerar föreningen SK Pohjantähti.